# Leptobrachella
Genre
Synonymes
- Nesobia Van Kampen, 1923

Leptobrachella est un genre d'amphibiens de la famille des Megophryidae.

## Répartition
Les huit espèces de ce genre se rencontrent à Bornéo et aux îles Natuna.

## Liste des espèces
Selon Amphibian Species of the World (16 octobre 2019) :
- Leptobrachella aerea (Rowley, Stuart, Richards, Phimmachak, & Sivongxay, 2010)
- Leptobrachella alpina (Fei, Ye, & Li, 1990)
- Leptobrachella applebyi (Rowley & Cao, 2009)
- Leptobrachella arayai (Matsui, 1997)
- Leptobrachella ardens (Rowley, Tran, Le, Dau, Peloso, Nguyen, Hoang, Nguyen, & Ziegler, 2016)
- Leptobrachella baluensis Smith, 1931
- Leptobrachella bidoupensis (Rowley, Le, Tran, & Hoang, 2011)
- Leptobrachella bijie Wang, Li, Li, Chen, & Wang, 2019
- Leptobrachella bondangensis Eto, Matsui, Hamidy, Munir, & Iskandar, 2018
- Leptobrachella botsfordi (Rowley, Dau, & Nguyen, 2013)
- Leptobrachella bourreti (Dubois, 1983)
- Leptobrachella brevicrus Dring, 1983
- Leptobrachella crocea (Rowley, Hoang, Le, Dau, & Cao, 2010)
- Leptobrachella dringi (Dubois, 1987)
- Leptobrachella eos (Ohler, Wollenberg, Grosjean, Hendrix, Vences, Ziegler, & Dubois, 2011)
- Leptobrachella firthi (Rowley, Hoang, Dau, Le, & Cao, 2012)
- Leptobrachella fritinniens (Dehling & Matsui, 2013)
- Leptobrachella fuliginosa (Matsui, 2006)
- Leptobrachella fusca Eto, Matsui, Hamidy, Munir, & Iskandar, 2018
- Leptobrachella gracilis (Günther, 1872)
- Leptobrachella hamidi (Matsui, 1997)
- Leptobrachella heteropus (Boulenger, 1900)
- Leptobrachella isos (Rowley, Stuart, Neang, Hoang, Dau, Nguyen, & Emmett, 2015)
- Leptobrachella itiokai Eto, Matsui, & Nishikawa, 2016
- Leptobrachella juliandringi Eto, Matsui, & Nishikawa, 2015
- Leptobrachella kajangensis (Grismer, Grismer, & Youmans, 2004)
- Leptobrachella kalonensis (Rowley, Tran, Le, Dau, Peloso, Nguyen, Hoang, Nguyen, & Ziegler, 2016)
- Leptobrachella kecil (Matsui, Belabut, Ahmad, & Yong, 2009)
- Leptobrachella khasiorum (Das, Tron, Rangad, & Hooroo, 2010)
- Leptobrachella lateralis (Anderson, 1871)
- Leptobrachella laui (Sung, Yang, & Wang, 2014)
- Leptobrachella liui (Fei & Ye, 1990)
- Leptobrachella macrops (Duong, Do, Ngo, Nguyen, & Poyarkov, 2018)
- Leptobrachella maculosa (Rowley, Tran, Le, Dau, Peloso, Nguyen, Hoang, Nguyen, & Ziegler, 2016)
- Leptobrachella mangshanensis (Hou, Zhang, Hu, Li, Shi, Chen, Mo, & Wang, 2018)
- Leptobrachella maoershanensis (Yuan, Sun, Chen, Rowley, & Che, 2017)
- Leptobrachella marmorata (Matsui, Zainudin, & Nishikawa, 2014)
- Leptobrachella maura (Inger, Lakim, Biun, & Yambun, 1997)
- Leptobrachella melanoleuca (Matsui, 2006)
- Leptobrachella melica (Rowley, Stuart, Neang, & Emmett, 2010)
- Leptobrachella minima (Taylor, 1962)
- Leptobrachella mjobergi Smith, 1925
- Leptobrachella nahangensis (Lathrop, Murphy, Orlov, & Ho, 1998)
- Leptobrachella natunae (Günther, 1895)
- Leptobrachella nokrekensis (Mathew & Sen, 2010)
- Leptobrachella nyx (Ohler, Wollenberg, Grosjean, Hendrix, Vences, Ziegler, & Dubois, 2011)
- Leptobrachella oshanensis (Liu, 1950)
- Leptobrachella pallida (Rowley, Tran, Le, Dau, Peloso, Nguyen, Hoang, Nguyen, & Ziegler, 2016)
- Leptobrachella palmata Inger & Stuebing, 1992
- Leptobrachella parva Dring, 1983
- Leptobrachella pelodytoides (Boulenger, 1893)
- Leptobrachella petrops (Rowley, Dau, Hoang, Le, Cutajar, & Nguyen, 2017)
- Leptobrachella picta (Malkmus, 1992)
- Leptobrachella platycephala (Dehling, 2012)
- Leptobrachella pluvialis (Ohler, Marquis, Swan, & Grosjean, 2000)
- Leptobrachella puhoatensis (Rowley, Dau, & Cao, 2017)
- Leptobrachella purpura (Yang, Zeng, & Wang, 2018)
- Leptobrachella purpuraventra Wang, Li, Li, Chen, & Wang, 2019
- Leptobrachella pyrrhops (Poyarkov, Rowley, Gogoleva, Vassilieva, Galoyan, & Orlov, 2015)
- Leptobrachella rowleyae (Nguyen, Poyarkov, Le, Vo, Ninh, Duong, Murphy, & Sang, 2018)
- Leptobrachella sabahmontana (Matsui, Nishikawa, & Yambun, 2014)
- Leptobrachella serasanae Dring, 1983
- Leptobrachella shangsiensis Chen, Liao, Zhou, & Mo, 2019
- Leptobrachella sola (Matsui, 2006)
- Leptobrachella sungi (Lathrop, Murphy, Orlov, & Ho, 1998)
- Leptobrachella tadungensis (Rowley, Tran, Le, Dau, Peloso, Nguyen, Hoang, Nguyen, & Ziegler, 2016)
- Leptobrachella tamdil (Sengupta, Sailo, Lalremsanga, Das, & Das, 2010)
- Leptobrachella tengchongensis (Yang, Wang, Chen, & Rao, 2016)
- Leptobrachella tuberosa (Inger, Orlov, & Darevsky, 1999)
- Leptobrachella ventripunctata (Fei, Ye, & Li, 1990)
- Leptobrachella wuhuangmontis Wang, Yang, & Wang, 2018
- Leptobrachella yingjiangensis (Yang, Zeng, & Wang, 2018)
- Leptobrachella yunkaiensis Wang, Li, Lyu, & Wang, 2018
- Leptobrachella zhangyapingi (Jiang, Yan, Suwannapoom, Chomdej, & Che, 2013)

## Publication originale
- Smith, 1925 : Contributions to the Herpetology of Borneo. Sarawak Museum Journal, vol. 3, p. 15-34 (texte intégral).